# Rokytnice nad Jizerou
Rokytnice nad Jizerou település Csehországban, Semilyi járásban. Rokytnice nad Jizerou Paseky nad Jizerou, Harrachov, Vítkovice, Jablonec nad Jizerou, Špindlerův Mlýn és Szklarska Poręba településekkel határos. Lakosainak száma 2533 fő (2024. január 1.).

## Népesség
A település lakosságának változását az alábbi diagram mutatja:
| Lakosok száma | 8097 | 7391 | 5227 | 3385 | 3505 | 3388 | 2713 | 2640 | 2537 | 2533 |
|               | 1869 | 1890 | 1921 | 1950 | 1980 | 2001 | 2017 | 2019 | 2022 | 2024 |